# 세상의 끝까지 21일
《세상의 끝까지 21일》(영어: Seeking a Friend for the End of the World)은 2012년 공개된 미국의 종말물 로맨틱 코미디 드라마 영화이다.

## 줄거리
어느 날 직경 70 마일 소행성 머틸다의 진입을 막는 임무가 실패했으며 3주 안에 지구상 생물이 전멸할 것이라는 속보가 뜬다. 뉴욕시에 사는 도지는 아내가 떠난 뒤 고등학생 시절에 사귀었던 올리비아가 3개월 전에 보낸 편지를 발견한다.
도지는 잉글랜드에 있는 가족을 만나고 싶어하는 이웃 페니에게 거기까지 비행기로 태워다줄 수 있는 사람에게 데려다줄테니 자신이 올리비아를 찾을 수 있게 도와달라고 한다. 그리하여 둘은 델라웨어에 있는 도지의 고향으로 향하는데...

## 출연
- 스티브 커렐 - 도지 역
- 키라 나이틀리 - 페니, 도지의 이웃 역
- 코니 브리턴 - 다이앤 역
- 애덤 브로디 - 오언, 페니의 남자친구 역
- 롭 코드리 - 워런 역
- 데릭 루크 - 스펙, 페니의 전 남자친구 역
- 멜러니 린스키 - 캐런 어맬피 역
- 윌리엄 피터슨 - 글렌 역
- 길리언 제이컵스 - 케이티, 종업원 역
- T. J. 밀러 - 다시, 쾌활한 식당 접객 직원 역
- 패튼 오즈월트 - 로치 역
- 밥 스티븐슨 - 월리 존슨 경관 역
- 낸시 커렐 - 린다, 도지의 아내 역
- 마틴 신 - 프랭크, 도지와 사이가 소원해진 아버지 역
- 마크 모지스 - 앵커 역
- 롭 휴블
- 에이미 슈머

## 기타 제작진
- 미술: 크리스 L. 스펠먼
- 세트: 캐시 루커스
- 의상: 크리스틴 M. 버크